# 兴武营城址
兴武营城址，位于中华人民共和国宁夏回族自治区吴忠市盐池县高沙窝镇二步坑村的明长城交汇处，是明代的戍边古城遗址。该城在鼎盛时期有千余户居民居住，清朝末年被逐渐废弃。20世纪70年代，该城的城墙被当地村民严重破坏。现存城墙略呈矩形，南侧和西侧开有城门，城门均建有瓮城。2013年，兴武营城址被列为全国重点文物保护单位。

## 历史
在明朝之前，兴武营城址所在地有一处城池遗址，仅余半座城，不知何时所建，城池名字也无法得知。明朝正统九年（1444年），都御史史金镰在旧有城址基础之上建城，是为兴武营:240。兴武营的建立为当时明朝控制周边无险可守的地形提供了相对方便的条件:266。兴武营城内最多是有上千户人家居住，清朝末年该城被逐渐废弃。1958年，南门上的财神庙及其内的铁制造像全部被毁:265。兴武营城址外墙原有城墙砖包裹:203，20世纪70年代，当地村民从城墙底部大规模扒毁城砖，扒下的城砖用马车和驴车装走盖羊圈或砌井。在扒城砖时，城墙出现了部分塌毁，由此还造成了人员伤亡。2013年，兴武营城址被列为全国重点文物保护单位。2014年，国家文物局批复同意了关于兴武营城址的保护规划立项。

## 结构
兴武营城址位于盐池县城西北侧48公里处的两条明长城交汇处。整座古城略呈矩形，墙体外侧筑有腰墩。其中东墙长610米，外有5座腰墩；西墙长580米，外有4座腰墩；南墙长470米，外有4座腰墩；北墙长480米，外有5座腰墩。城墙在南侧和西侧均开有城门，城门外均建有瓮城，西侧瓮城门向东开，而南侧瓮城门向西开。西门顶部原有一座二层关帝庙，而南门顶部原有一座二层财神庙。城池南侧有西佛寺、山神庙等建筑遗址。城池中央残存一座钟鼓楼的夯土台基，边长14米，台高7米，底部四面各开有相互连通的砖拱门。城池内的地面散落有青花瓷片，部分残片底部带有“成化年制”款。:203:265